# Союз-6
Союз-6 — пілотований космічний корабель серії «Союз». Виконував груповий політ з кораблями Союз-7 і Союз-8 з маневруванням і зближенням на орбіті. На борту корабля здійснено перше зварювання в космосі (зварювальною установкою «Вулкан» Інституту імені Є. Патона)

## Екіпаж
- Основний

Командир Шонін Георгій Степанович
Бортінженер Кубасов Валерій Миколайович
- Дублерний

Командир Шаталов Володимир Олександрович
Бортінженер Єлісеєв Олексій Станіславович
- Резервний

Бортінженер Гречко Георгій Михайлович

## Політ
11 жовтня 1969 року в 11:10:00 UTC з космодрому Байконур запущено космічний корабель (КК) Союз-6.
В орбітальному відсіку корабля Союз-6 була змонтована установка «Вулкан» для здійснення зварювання в космічному вакуумі.
14 жовтня в 10:44:42 UTC з космодрому Байконур запущено КК Союз-7 з екіпажем: А. Філіпченко, В. Волков, В. Горбатко. Вперше на орбіті опинилось одночасно 5 осіб.
13 жовтня в 10:19:09 UTC з космодрому Байконур запущено КК Союз-8 з екіпажем: Шаталов, Єлісеєв. Вперше на орбіті опинилось одночасно 7 осіб.
Під час групового польоту кораблів Союз-6, Союз-7 і Союз-8 планувалось здійснити стикування кораблів Союз-7 і Союз-8. Корабель Союз-6 мав перебувати приблизно за 50 метрів і знімати стикування на кінокамеру. Однак через збій автоматичної електроніки системи стикування «Ігла» стикування не відбулось (здійснено чотири спроби). Кораблі мали лише систему автоматичного стикування, стикування вручну космонавтами було неможливо.
Випробування зварювальної установки пройшли успішно. Під час проведення зварювання космонавти перебувались в спусковому відсіку корабля Союз-6, а орбітальний відсік розгерметизували. Космонавти контролювали процес зварювання за приладами в спусковому відсіку. Після закінчення зварювання відсік знову загерметизували, космонавти забрали зроблені зразки з собою в спусковий апарат.
16 жовтня в 09:52:47 UTC корабель Союз-6 успішно приземлився. Вертольоти пошуку прибули на місце приземлення через 10 хвилин, до прибуття вертольотів космонавти самостійно вибрались зі спускового відсіку.